# Шахи на зимових Дефлімпійських іграх 2023
Змагання із шахів на Зимових дефлімпійських іграх 2023 року провели 3–12 березня 2024 року в Ерзурумському молодіжному центрі (м. Ерзурум).
Розіграно п'ять комплектів нагород: блискавичні шахи (чоловіки), блискавичні шахи (жінки), швидкі шахи (змішані команди), класичні шахи (чоловічі команди), класичні шахи (жіночі команди).

## Медальний залік
| Місце               | Країна              | Золото | Срібло | Бронза | Загалом |
| ------------------- | ------------------- | ------ | ------ | ------ | ------- |
| 1                   | Польща (POL)        | 2      | 3      | 0      | 5       |
| 2                   | Україна (UKR)       | 1      | 1      | 1      | 3       |
| 3                   | Хорватія (CRO)      | 1      | 1      | 0      | 2       |
| 4                   | Латвія (LAT)        | 1      | 0      | 0      | 1       |
| 5                   | Угорщина (HUN)      | 0      | 0      | 2      | 2       |
| 6                   | Казахстан (KAZ)     | 0      | 0      | 1      | 1       |
| 6                   | Сербія (SRB)        | 0      | 0      | 1      | 1       |
| Загалом (7 збірних) | Загалом (7 збірних) | 5      | 5      | 5      | 15      |

## Медалісти

### Індивідуальний залік

#### Бліц, чоловіки
Швейцарська система, 11 турів. Контроль часу: 3 хв. на партію + 2 секунди на хід.
| Місце | Гравець (рейтинг ФІДЕ)  | Країна   | + | = | - | Очки |
| ----- | ----------------------- | -------- | - | - | - | ---- |
| 1     | Павел Пекельний (2090)  | Польща   | 8 | 3 | 0 | 9½   |
| 2     | Богдан Божинович (2118) | Хорватія | 7 | 4 | 0 | 9    |
| 3     | Драган Живич (2073)     | Сербія   | 8 | 0 | 3 | 9    |

Найкращий серед українців: 11-те місце, Вадим Білий (2143), +7 =0 -4, 7 очок.

#### Бліц, жінки
Швейцарська система, 11 турів. Контроль часу: 3 хв. на партію + 2 секунди на хід.
| Місце | Гравець (рейтинг ФІДЕ)      | Країна   | + | = | - | Очки |
| ----- | --------------------------- | -------- | - | - | - | ---- |
| 1     | Анастасія Пархоменко (1736) | Латвія   | 8 | 1 | 2 | 8½   |
| 2     | Зузанна Лукасік (1779)      | Польща   | 8 | 0 | 3 | 8    |
| 3     | Вікторія Секе (1776)        | Угорщина | 8 | 0 | 3 | 8    |

Найкраща серед українок: 6-те місце, Наталя Мироненко (1854), +7 =1 -3, 7 очок.

### Командний залік

#### Швидкі шахи, змішані склади
Грали на 4 шахівницях (2 чоловічі + 2 жіночі). Колова система, 11 турів. Контроль часу: 10 хв. на партію + 5 секунд на хід.
| Місце | Команда   | +  | = | - | Ком. очки | Гравці |
| ----- | --------- | -- | - | - | --------- | --- |
| 1     | Польща    | 10 | 1 | 0 | 21        | Павел Пекельний, Матеуш Лапай, Кшиштоф Хецяк, Зузанна Лукасік, Мальвіна Шевчик, Моніка Кобилінська           |
| 2     | Україна-1 | 9  | 2 | 0 | 20        | Тарас Овчаров, Олексій Філіппських, Володимир Коваленко, Тетяна Бакланова, Наталя Мироненко, Світлана Гончар |
| 3     | Україна-2 | 8  | 1 | 2 | 17        | Вадим Білий, Володимир Заболотний, Денис Колб, Аліна Лянгузова, Альона Осипова, Інга Аблогіна                |

#### Класичний контроль, чоловіки
Грали на 4 шахівницях. Швейцарська система, 7 турів. Контроль часу: 90 хв. на партію + 30 секунд на хід.
| Місце | Команда   | + | = | - | Ком. очки | Гравці |
| ----- | --------- | - | - | - | --------- | --- |
| 1     | Хорватія  | 5 | 2 | 0 | 12        | Златко Кларич, Горан Цехі, Бранко Вуякович, Богдан Божинович, Тоні Вуйчич                                         |
| 2     | Польща    | 5 | 1 | 1 | 11        | Павел Пекельний, Матеуш Лапай, Кшиштоф Хецяк, Томаш Мйозґа, Мацей Шалько, Шимон Касперчик                         |
| 3     | Казахстан | 4 | 2 | 1 | 10        | Максим Рожков, Самажан Кеттебеков, Віктор Максименко, Мейрман Пернеєв, Амангельди Науризгалієв, Султан Кожахметов |

Україна-1 (4-те місце) набрала по 10 командних очок з Казахстаном, особиста зустріч між ними закінчилася внічию, але Казахстан мав перевагу за додатковими показниками.

#### Класичний контроль, жінки
Грали на 2 шахівницях. Швейцарська система, 7 турів. Контроль часу: 90 хв. на партію + 30 секунд на хід.
| Місце | Команда   | + | = | - | Ком. очки | Гравці                                               |
| ----- | --------- | - | - | - | --------- | ---------------------------------------------------- |
| 1     | Україна-1 | 5 | 2 | 0 | 12        | Тетяна Бакланова, Наталя Мироненко, Світлана Гончар  |
| 2     | Польща    | 4 | 2 | 1 | 10        | Зузанна Лукасік, Мальвіна Шевчик, Моніка Кобилінська |
| 3     | Угорщина  | 4 | 1 | 2 | 9         | Віраґ Фаркаш, Дора Кайтан, Вікторія Секе             |